# Angel Wicky
Angel Wicky (* 8. dubna 1991 Pelhřimov) je česká fotomodelka, pornoherečka, playmate a režisérka.

## Kariéra
Angel Wicky studovala od dětství zpěv a herectví, jak na základní umělecké škole, tak na konzervatoři. Vzdělávala se v   klasickém zpěvu, opeře a muzikálu. V 18 letech se začala věnovat  fotomodelingu pro fashion, glamour, topless, nude, erotiku a také pornu. V roce 2012 se také stala režisérkou filmů pro dospělé. Je bisexuálně orientovaná; žije v Praze.

## Focení pro Playboy
Angel Wicky se jako jedna  z pornohvězd objevila na titulní straně Playboye, poprvé v České a Slovenské edici Playboye z června 2014 a Playmate se stala v listopadu téhož roku. Během let 2015 až 2017 se představila na šesti titulkách a uvnitř devíti dalších evropských a amerických edic a stala se Playmate International, neboli mezinárodní playmate. Fotografie byly pořízeny v Čechách, na Slovensku a v Rakousku. Pro Playboy začala fotit od dubna 2014.

## Původ jejího jména
Její umělecké jméno vzniklo kombinací jména Viky a anglického slova wicked, což znamená zlobivý, ďábelský. Angel je anděl. Její jméno tím zobrazuje protiklady v jejím vzhledu a povaze, tedy anděl s ďáblem v těle.